# Dancing Stars/Staffel 11
Die elfte Staffel von Dancing Stars startete am 31. März 2017 freitags auf ORF eins. Durch die Sendung führten Mirjam Weichselbraun und Klaus Eberhartinger, begleitet vom „Dancing Stars“-Orchester unter der musikalischen Leitung von Thomas Rabitsch, dirigiert von Herbert Pichler. Alexandra Kloiber und Gregor Waltl begleiteten das Geschehen als Blindenkommentatoren um für blinde und sehbehinderte Menschen eine akustische Bildbeschreibung zu bieten. Ab 16. April wurde unter dem Titel Dancing Stars Extra eine Wochenzusammenfassung am Tag nach der Ausstrahlung der Liveshow im Vorabendprogramm gezeigt.
Am 3. Jänner 2017 gab der ORF die vorläufig komplette Liste der Prominenten bekannt. Der angekündigte Schauspieler Martin Leutgeb verletzte sich während der Pressekonferenz zur Teilnehmervorstellung und musste das Training beenden. Nur einen Tag später wurde Volker Piesczek als Ersatzkandidat vorgestellt. Leutgeb nahm dann in der 12. Staffel (2019) – gemeinsam mit Manuela Stöckl – teil, wo das Paar in der dritten Show ausschied.
Monica Weinzettl schied am 10. Mai 2017 gesundheitsbedingt aus. Daher musste in der siebten Sendung niemand die Show verlassen.

## Moderation und Jury

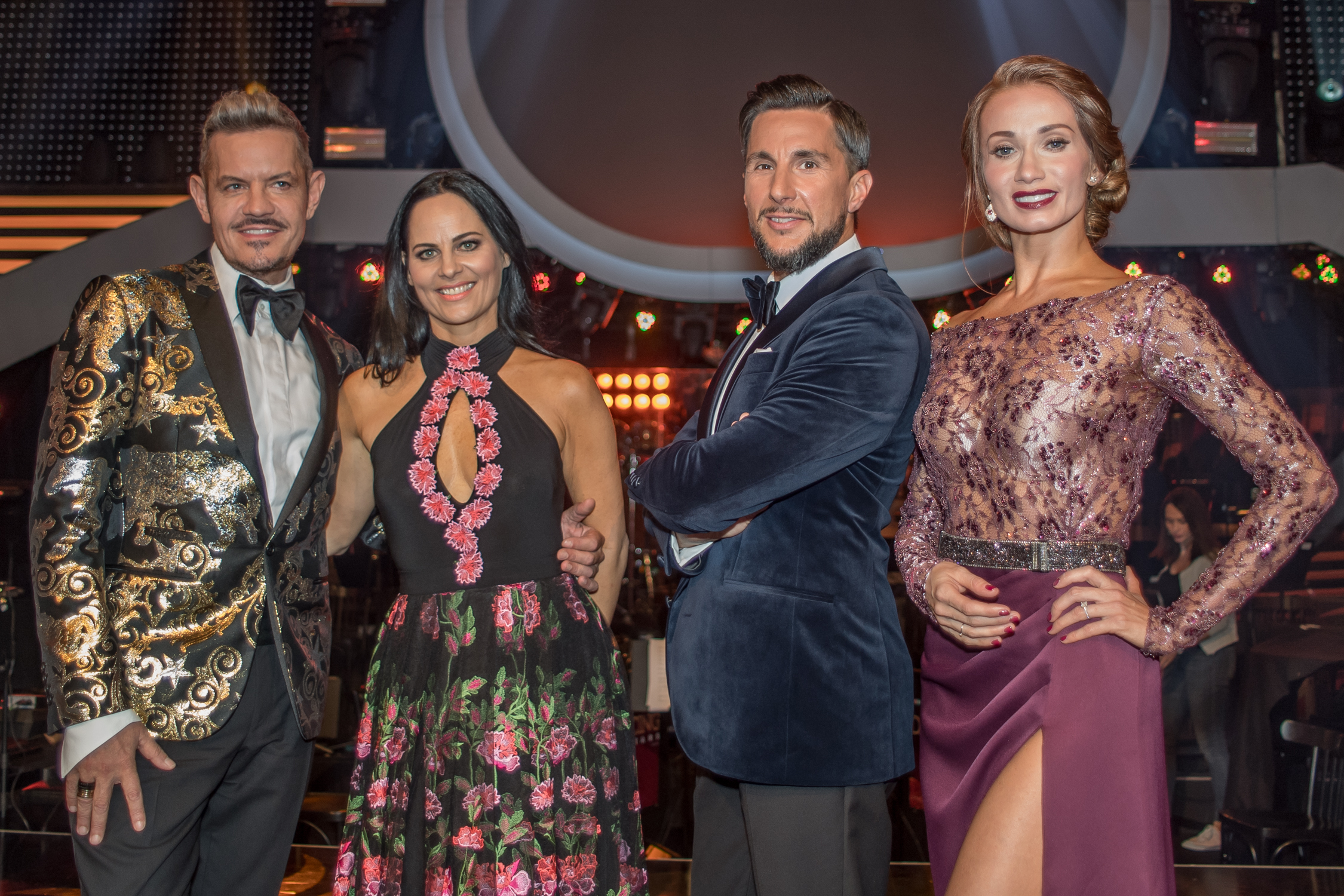
Die neue Jury (v.l. Dirk Heidemann, Nicole Hansen, Balász Ekker, Karina Sarkissova)

Seit der sechsten Staffel moderieren Mirjam Weichselbraun im Ballroom und Klaus Eberhartinger backstage.
Die vierköpfige Jury bestand aus dem Sporttanztrainer Dirk Heidemann, der Tanzsporttrainerin und internationalen Wertungsrichterin Nicole Hansen, der Primaballerina Karina Sarkissova und dem Profitänzer Balázs Ekker.

## Paare

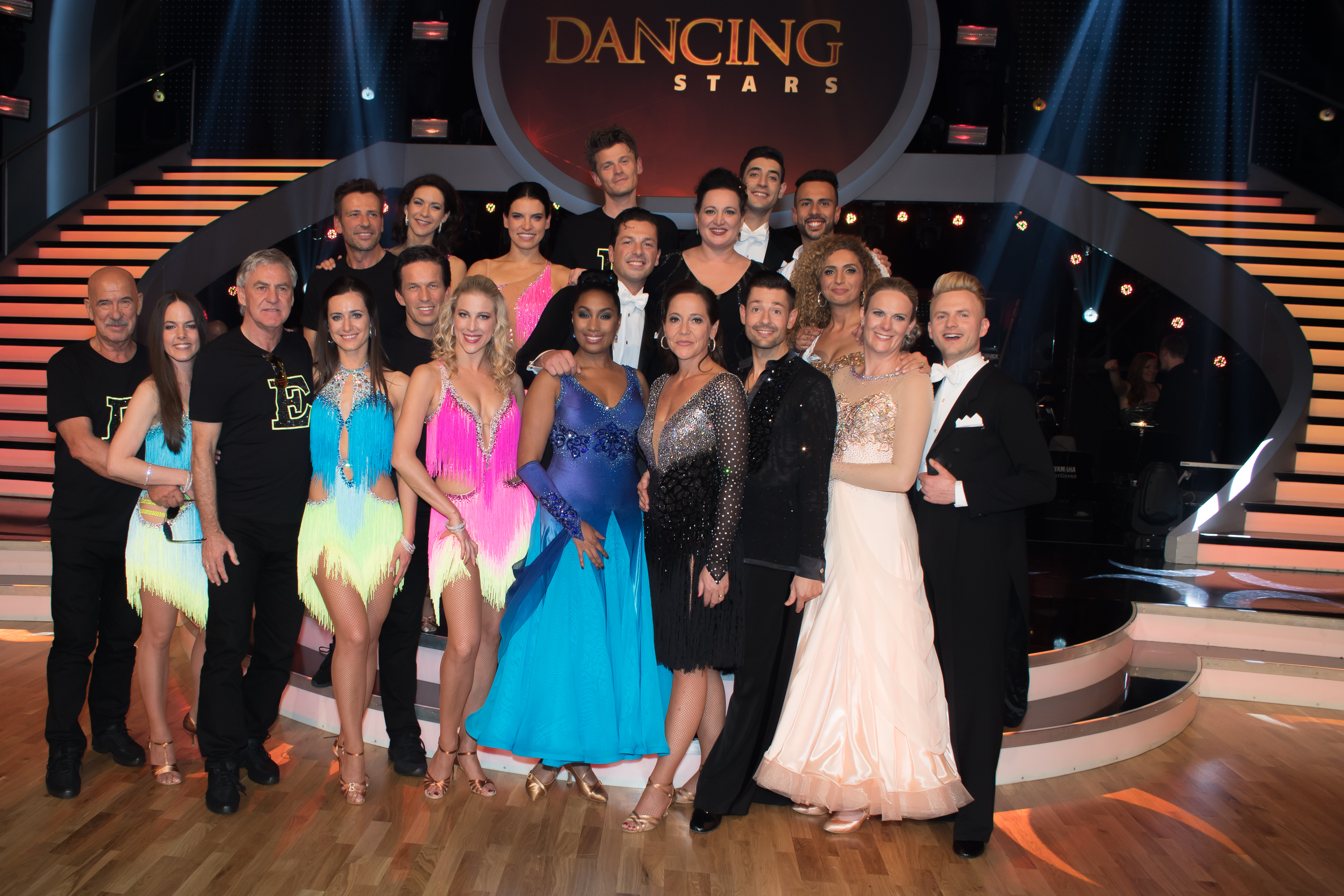
Die Dancing Stars aus Staffel 11

| Prominente/r       | Beruf/Tätigkeit                  | Tanzpartner/in     | Platz |
| ------------------ | -------------------------------- | ------------------ | ----- |
| Martin Ferdiny     | Moderator und Musiker            | Maria Santner      | 1     |
| Ana Milva Gomes    | Musicalstar                      | Thomas Kraml       | 2     |
| Riem Higazi        | FM4-Moderatorin                  | Dimitar Stefanin   | 3     |
| Nicole „Niki“ Hosp | Skirennläuferin                  | Willi Gabalier     | 4     |
| Otto Retzer        | Schauspieler und Regisseur       | Roswitha Wieland   | 5     |
| Monica Weinzettl   | Kabarettistin und Schauspielerin | Florian Gschaider  | 6     |
| Walter Schachner   | Fußballspieler und -trainer      | Lenka Pohoralek    | 7     |
| Volker Piesczek    | Entertainer und Moderator        | Alexandra Scheriau | 8     |
| Norbert Schneider  | Sänger und Musiker               | Conny Kreuter      | 9     |
| Eser Ari-Akbaba    | Wettermoderatorin                | Danilo Campisi     | 10    |

## Tänze
| Paar               | 1                | 2                | 3                | 4         | 5                | 6           | 6         | 7       | 8         | 8          | 9     | 9         | 10    | 10           | 10       |
| ------------------ | ---------------- | ---------------- | ---------------- | --------- | ---------------- | ----------- | --------- | ------- | --------- | ---------- | ----- | --------- | ----- | ------------ | -------- |
| Martin & Maria     | Langsamer Walzer | Gruppentanz      | Rumba            | Quickstep | Jive             | Cha-Cha-Cha | Lindy Hop | Slowfox | Samba     | Paso Doble | Tango | Disco Fox | Salsa | Contemporary | Showtanz |
| Ana Milva & Thomas | Gruppentanz      | Langsamer Walzer | Samba            | Tango     | Cha-Cha-Cha      | Slowfox     | Lindy Hop | Rumba   | Quickstep | Paso Doble | Jive  | Disco Fox | Salsa | Contemporary | Showtanz |
| Riem & Dimitar     | Gruppentanz      | Langsamer Walzer | Cha-Cha-Cha      | Slowfox   | Rumba            | Tango       | Lindy Hop | Samba   | Quickstep | Paso Doble | Jive  | Disco Fox | Salsa | Contemporary | Showtanz |
| Niki & Willi       | Gruppentanz      | Langsamer Walzer | Cha-Cha-Cha      | Quickstep | Rumba            | Tango       | Lindy Hop | Jive    | Slowfox   | Paso Doble | Samba | Disco Fox |       |              |          |
| Otto & Roswitha    | Langsamer Walzer | Gruppentanz      | Cha-Cha-Cha      | Slowfox   | Samba            | Tango       | Lindy Hop | Jive    | Quickstep | Paso Doble |       |           |       |              |          |
| Monica & Florian   | Gruppentanz      | Cha-Cha-Cha      | Tango            | Rumba     | Quickstep        | Jive        | Lindy Hop |         |           |            |       |           |       |              |          |
| Walter & Lenka     | Cha-Cha-Cha      | Gruppentanz      | Tango            | Jive      | Langsamer Walzer | Rumba       | Lindy Hop |         |           |            |       |           |       |              |          |
| Volker & Alexandra | Cha-Cha-Cha      | Gruppentanz      | Slowfox          | Samba     | Tango            |             |           |         |           |            |       |           |       |              |          |
| Norbert & Conny    | Cha-Cha-Cha      | Gruppentanz      | Langsamer Walzer | Rumba     |                  |             |           |         |           |            |       |           |       |              |          |
| Eser & Danilo      | Gruppentanz      | Cha-Cha-Cha      | Quickstep        |           |                  |             |           |         |           |            |       |           |       |              |          |

 Höchste Jurybewertung
 Niedrigste Jurybewertung
 Gruppentanz/nicht bewertet

## Punkteübersicht
| Paar               | Platz | 1  | 2  | 3  | 1/2+3 | 4  | 5  | 6        | 7  | 8        | 9        | 10       | Summe | Durchschnitt* | Rang lt. Jury |
| ------------------ | ----- | -- | -- | -- | ----- | -- | -- | -------- | -- | -------- | -------- | -------- | ----- | ------------- | ------------- |
| Martin & Maria     | 1     | 24 | —  | 28 | 52    | 28 | 34 | 29+10=39 | 36 | 31+36=67 | 35+37=72 | 38+37=75 | 403   | 32,75         | 2             |
| Ana Milva & Thomas | 2     | —  | 30 | 34 | 64    | 32 | 29 | 34+9=43  | 39 | 40+40=80 | 39+39=78 | 39+40=79 | 444   | 36,25         | 1             |
| Riem & Dimitar     | 3     | —  | 22 | 22 | 44    | 30 | 22 | 27+8=35  | 31 | 33+34=67 | 37+38=75 | 36+36=72 | 376   | 30,7          | 3             |
| Niki & Willi       | 4     | —  | 18 | 15 | 32    | 19 | 14 | 22+4=26  | 16 | 22+21=43 | 27+29=56 |          | 206   | 20,2          | 9             |
| Otto & Roswitha    | 5     | 12 | —  | 10 | 22    | 19 | 18 | 21+7=28  | 15 | 28+31=59 |          |          | 161   | 19,25         | 10            |
| Monica & Florian   | 6     | —  | 25 | 30 | 55    | 19 | 24 | 28+6=34  |    |          |          |          | 132   | 25,2          | 5             |
| Walter & Lenka     | 7     | 16 | —  | 20 | 36    | 19 | 25 | 24+5=29  |    |          |          |          | 109   | 20,8          | 7             |
| Volker & Alexandra | 8     | 19 | —  | 27 | 46    | 18 | 22 |          |    |          |          |          | 86    | 21,5          | 6             |
| Norbert & Conny    | 9     | 22 | —  | 25 | 47    | 29 |    |          |    |          |          |          | 76    | 25,3          | 4             |
| Eser & Danilo      | 10    | —  | 16 | 25 | 41    |    |    |          |    |          |          |          | 41    | 20,5          | 8             |

*: Durchschnitt ohne Sonderwertung Tanzmarathon
Rote Nummern: Paar mit der niedrigsten Jurybewertung
Grüne Nummern: Paar mit der höchsten Jurybewertung
 Ausgeschiedenes Paar in der jeweiligen Woche

 Gruppentanz, daher keine Wertung

## Einzelne Tanzwochen
Die Punkteanzahlen werden nach der Jury Reihenfolge von links nach rechts aufgelistet.
* Woche 1 bis 3: Nicole Hansen, Dirk Heidemann, und Karina Sarkissova, Balázs Ekker.
** Woche 4 bis 10:  Karina Sarkissova, Dirk Heidemann, Nicole Hansen  und  Balázs Ekker.
 Ausgeschiedenes Paar in der jeweiligen Woche

### 1. Tanzwoche

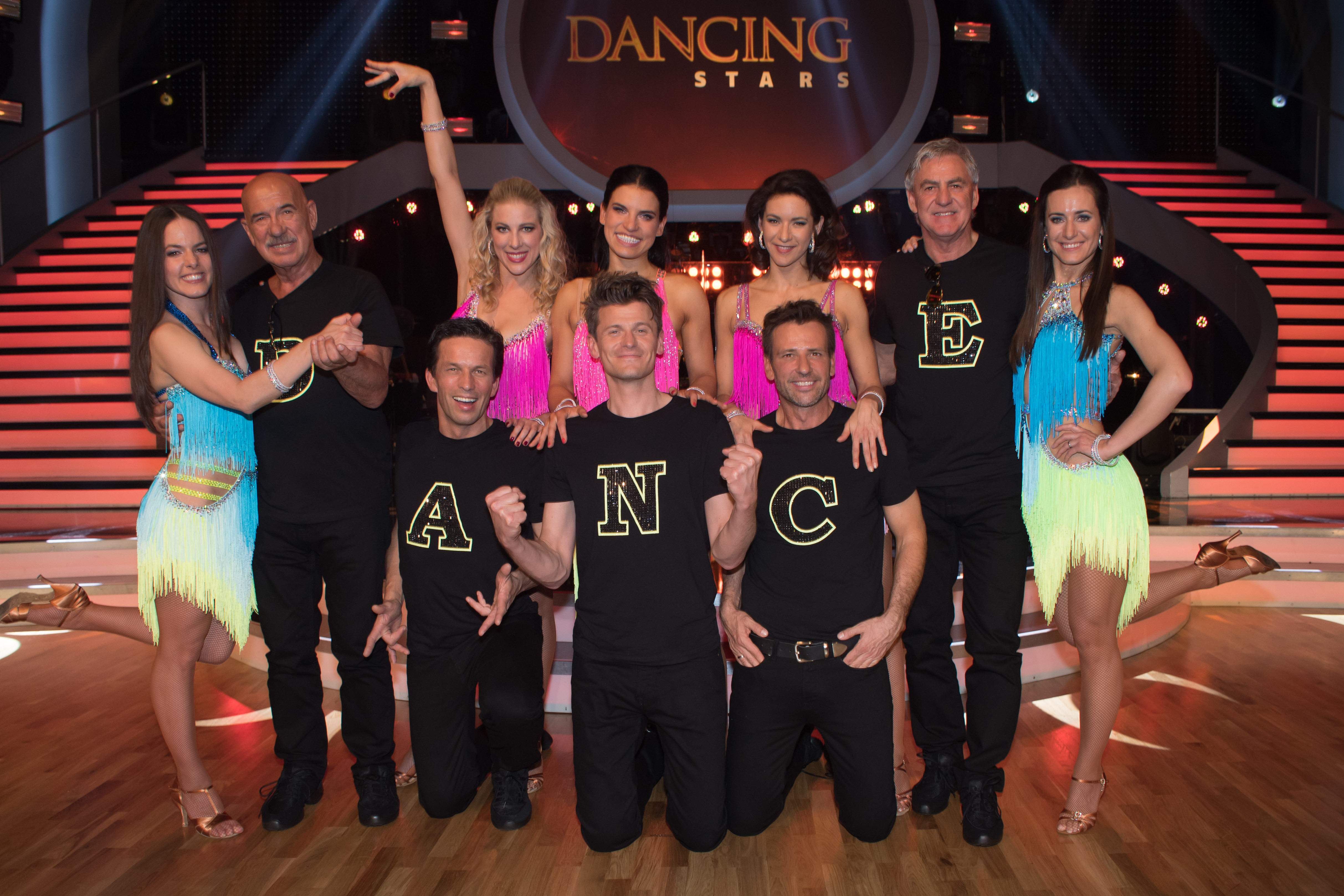
Gruppenbild der prominenten Herren mit Partnerinnen

In der ersten Tanzwoche wurden nur die prominenten Herren beurteilt, während die prominenten Damen lediglich einen Gruppentanz zu Shut Up and Dance zeigen mussten.
In dieser Sendung musste noch kein Paar die Show verlassen. Die Sendung diente dazu, den Zusehern die Paare näher vorzustellen.
| Tanzpaar            | Punkte*                | Tanz             | Musik                                       |
| ------------------- | ---------------------- | ---------------- | ------------------------------------------- |
| Norbert & Conny     | 22 (6,7,7,2)           | Cha-Cha-Cha      | When Love Takes Over – David Guetta         |
| Volker & Alexandra  | 19 (5,5,7,2)           | Cha-Cha-Cha      | September – Earth, Wind & Fire              |
| Martin & Maria      | 24 (6,6,6,6)           | Langsamer Walzer | Can You Feel the Love Tonight – Elton John  |
| Otto & Roswitha     | 12 (3,2,3,4)           | Langsamer Walzer | Edelweiß (aus The Sound of Music)           |
| Walter & Lenka      | 16 (4,4,5,3)           | Cha-Cha-Cha      | I Don’t Feel Like Dancing – Scissor Sisters |
| Gruppentanz (Damen) | (wurde nicht bewertet) | Freestyle        | Shut Up and Dance – Walk the Moon           |

### 2. Tanzwoche

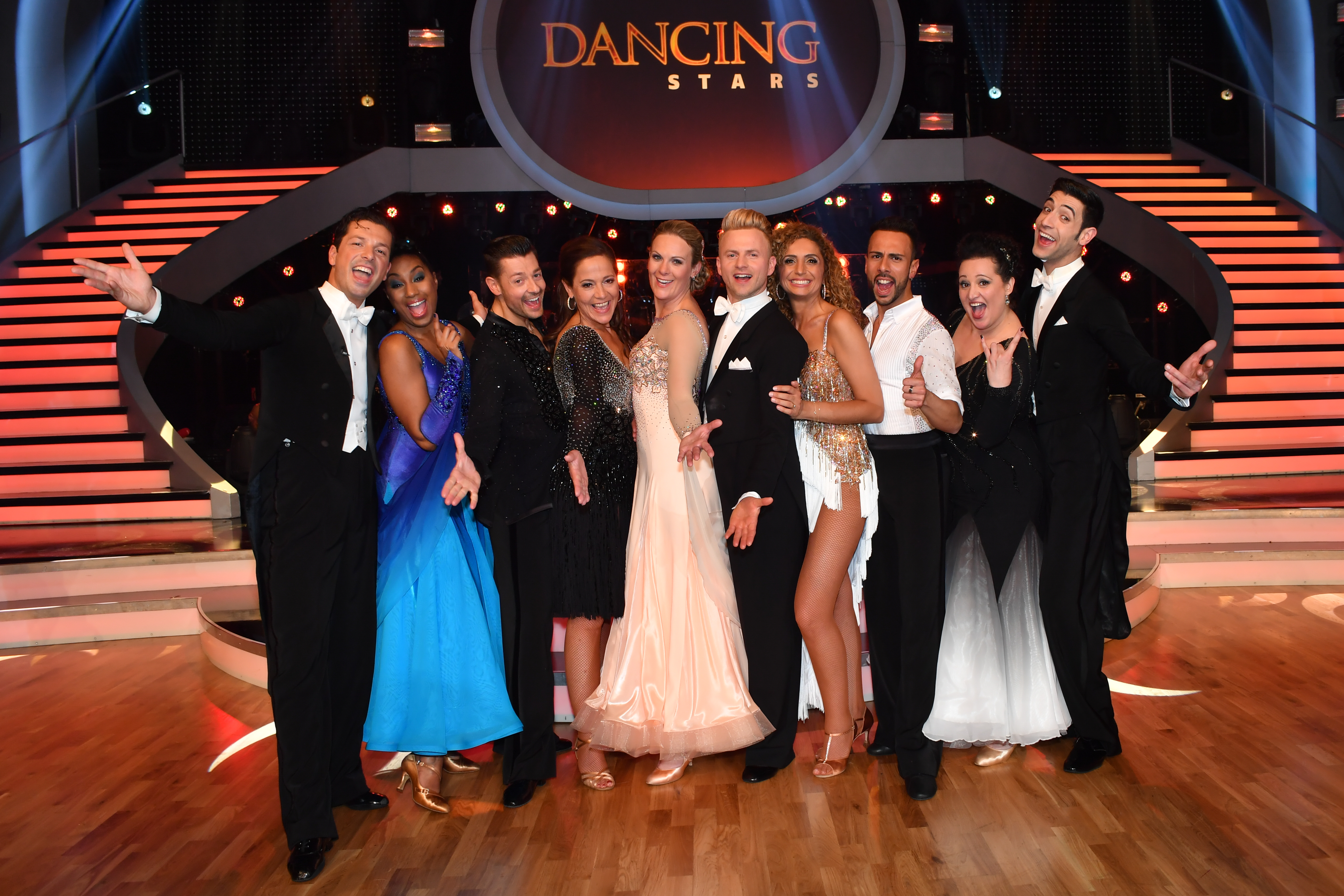
Gruppenbild der prominenten Damen mit Partnern

In der zweiten Tanzwoche wurden nur die prominenten Damen bewertet, während die prominenten Herren ebenfalls nur einen Gruppentanz zu 24K Magic zeigen mussten.
In dieser Sendung musste noch kein Paar die Show verlassen. Die Sendung diente dazu, den Zusehern die Paare näher vorzustellen.
| Tanzpaar             | Punkte*                | Tanz             | Musik                                 |
| -------------------- | ---------------------- | ---------------- | ------------------------------------- |
| Monica & Florian     | 25 (6,7,7,5)           | Cha-Cha-Cha      | Billie Jean – Michael Jackson         |
| Eser & Danilo        | 16 (4,4,6,2)           | Cha-Cha-Cha      | I Gotta Feeling – The Black Eyed Peas |
| Ana Milva & Thomas   | 30 (7,9,8,6)           | Langsamer Walzer | Blue Velvet – Bobby Vinton            |
| Niki & Willi         | 18 (5,4,5,4)           | Langsamer Walzer | Natural Woman – Aretha Franklin       |
| Riem & Dimitar       | 22 (5,6,6,5)           | Langsamer Walzer | Nothing Else Matters – Metallica      |
| Gruppentanz (Herren) | (wurde nicht bewertet) | Freestyle        | 24K Magic – Bruno Mars                |

### 3. Tanzwoche

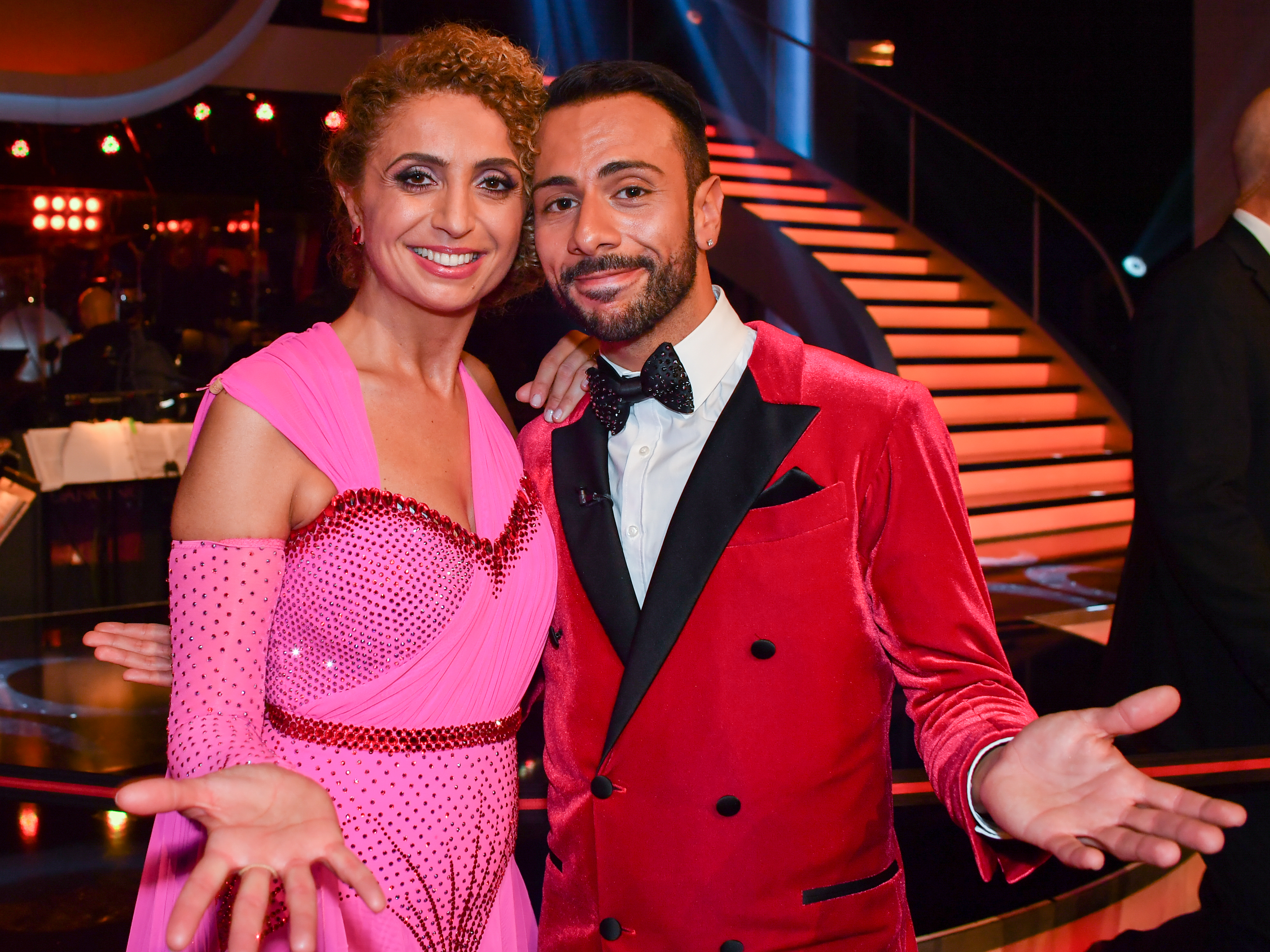
Eser Ari-Akbaba und Danilo Campisi

In der dritten Tanzwoche hatte jedes Paar einen Solotanz. Die ORF-Wettermoderatorin Eser Ari-Akbaba und der Profitänzer Danilo Campisi mussten als erstes Paar der Staffel die Show verlassen.
| Tanzpaar           | Punkte*         | Tanz             | Musik                                   |
| ------------------ | --------------- | ---------------- | --------------------------------------- |
| Eser & Danilo      | 25 (6, 7, 7, 5) | Quickstep        | Valerie – Amy Winehouse                 |
| Walter & Lenka     | 20 (5, 6, 5, 4) | Tango            | La Cumparsita – Gerardo Matos Rodriguez |
| Niki & Willi       | 15 (4, 4, 5, 2) | Cha-Cha-Cha      | Wake me up – Avicii                     |
| Volker & Alexandra | 27 (7, 8, 7, 5) | Slowfox          | Baby, it´s cold outside – Frank Loesser |
| Ana Milva & Thomas | 34 (9, 9, 8, 8) | Samba            | Whenever, Wherever – Shakira            |
| Norbert & Conny    | 25 (7, 7, 7, 4) | Langsamer Walzer | Weekend in New England – Barry Manilow  |
| Riem & Dimitar     | 22 (5, 6, 7, 4) | Cha-Cha-Cha      | I´m outta Love – Anastacia              |
| Martin & Maria     | 28 (7, 7, 7, 7) | Rumba            | Aicha – Cheb Khaled                     |
| Monica & Florian   | 30 (8, 8, 8, 6) | Tango            | Eleanor Rigby – The Beatles             |
| Otto & Roswitha    | 10 (3, 3, 3, 1) | Cha-Cha-Cha      | Sway – Dean Martin                      |

### 4. Tanzwoche

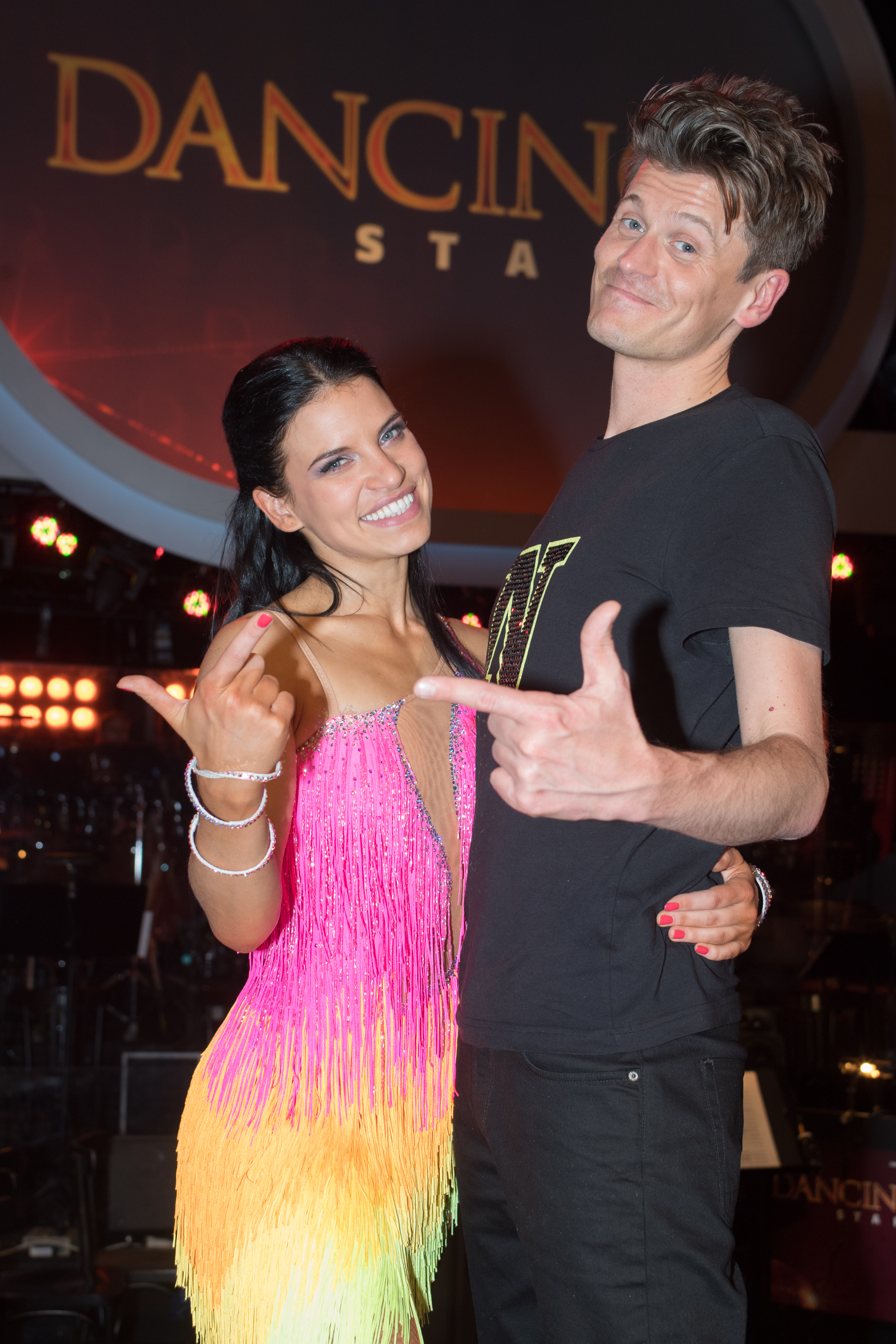
Norbert Schneider und Conny Kreuter

In der vierten Tanzwoche hatte jedes Paar einen Solotanz. Der Musiker und Sänger Norbert Schneider und die Profitänzerin Conny Kreuter mussten als zweites Paar der Staffel die Show verlassen. In der Sendung stellte Nathan Trent Running On Air, den Österreichischen Beitrag für den Eurovision Song Contest 2017 in Kiew vor.
| Tanzpaar           | Punkte**        | Tanz      | Musik                                        |
| ------------------ | --------------- | --------- | -------------------------------------------- |
| Monica & Florian   | 19 (7, 4, 4, 4) | Rumba     | Set Fire to the Rain – Adele                 |
| Norbert & Conny    | 29 (8, 7, 8, 6) | Rumba     | Say You, Say Me – Lionel Richie              |
| Volker & Alexandra | 18 (6, 5, 5, 2) | Samba     | Soul Bossa Nova – Quincy Jones               |
| Ana Milva & Thomas | 32 (9, 7, 8, 8) | Tango     | Goldfinger – Shirley Bassey                  |
| Martin & Maria     | 28 (7, 7, 7, 7) | Quickstep | Get Out of Your Lazy Bed – Matt Bianco       |
| Niki & Willi       | 19 (6, 5, 5, 3) | Quickstep | Nah Neh Nah – Vaya Con Dios                  |
| Otto & Roswitha    | 19 (6, 5, 5, 3) | Slowfox   | Frauen regier’n die Welt – Roger Cicero      |
| Riem & Dimitar     | 30 (8, 9, 7, 6) | Slowfox   | Dream a Little Dream of Me – Louis Armstrong |
| Walter & Lenka     | 19 (5, 5, 6, 3) | Jive      | I’ll Be There for You – The Rembrandts       |

### 5. Tanzwoche

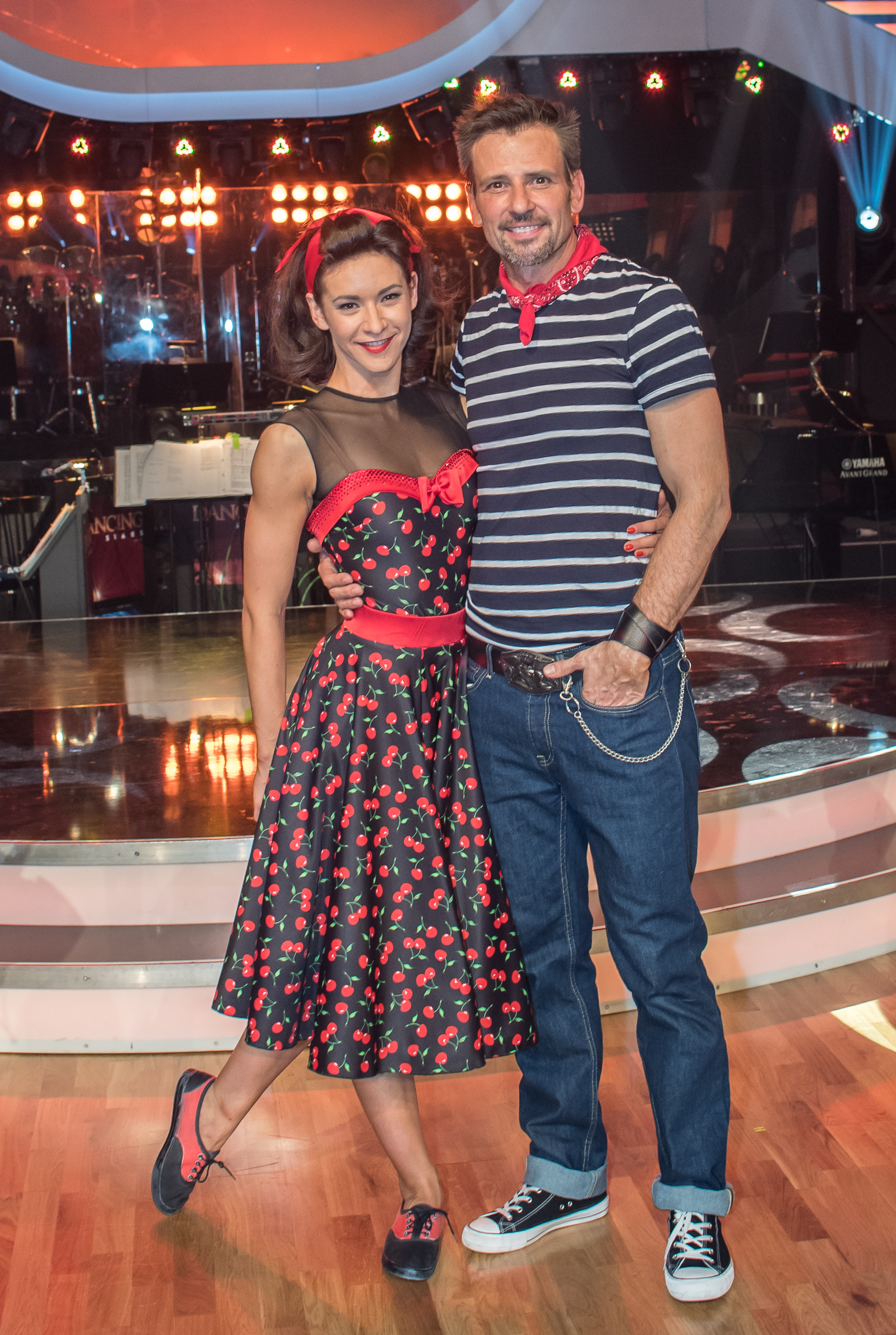
Volker Piesczek und Alexandra Scheriau

In der fünften Tanzwoche hatte jedes Paar einen Solotanz, anschließend tanzten alle Paare gemeinsam einen Gruppentanz zu einem Medley aus Grease. Der Moderator Volker Piesczek und die Profitänzerin Alexandra Scheriau mussten als drittes Paar der Staffel die Show verlassen.
| Tanzpaar                     | Punkte**               | Tanz             | Musik                                       |
| ---------------------------- | ---------------------- | ---------------- | ------------------------------------------- |
| Volker & Alexandra           | 22 (7, 4, 6, 5)        | Tango            | Dance Mephisto – Falco                      |
| Riem & Dimitar               | 22 (6, 5, 5, 6)        | Rumba            | If you leave me now – Chicago               |
| Martin & Maria               | 34 (9, 9, 8, 8)        | Jive             | Candyman – Christina Aguilera               |
| Niki & Willi                 | 14 (5, 3, 4, 2)        | Rumba            | When you say nothing at all – Ronan Keating |
| Otto & Roswitha              | 18 (5, 5, 5, 3)        | Samba            | La Isla Bonita – Madonna                    |
| Monica & Florian             | 24 (7, 6, 6, 5)        | Quickstep        | Pon de Replay – Rihanna                     |
| Walter & Lenka               | 25 (9, 5, 6, 5)        | Langsamer Walzer | Love Ain´t Here Anymore – Take That         |
| Ana Milva & Thomas           | 29 (8, 7, 7, 7)        | Cha-Cha-Cha      | Beggin’ – Madcon                            |
| Gruppentanz (Herren & Damen) | (wurde nicht bewertet) | (Medley)         | Grease                                      |

### 6. Tanzwoche
In der sechsten Tanzwoche hatte jedes Paar einen Solotanz, anschließend tanzten alle Paare einen Lindy Hop-Gruppentanz, als sogenannten „Tanzmarathon“. Auch hier wurden, anders als in den letzten Wochen, Punkte vergeben. Der Ex-Fußballspieler und heutige Trainer Walter Schachner und die Profitänzerin Lenka Pohoralek mussten als viertes Paar der Staffel die Show verlassen.

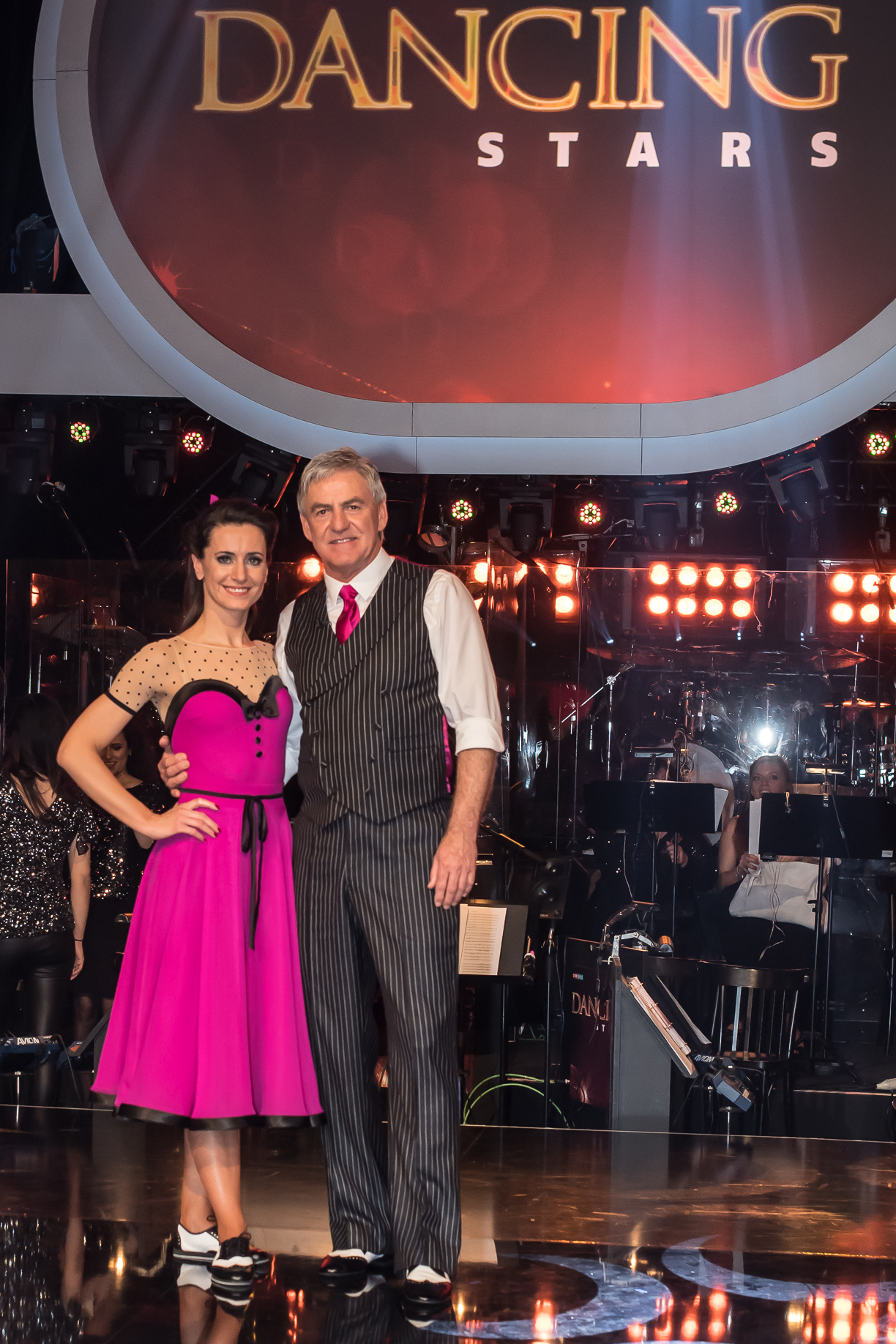
Walter Schachner und Lenka Pohoralek

| Tanzpaar           | Punkte**        | Tanz        | Musik                                  | Punkte Tanzmarathon | Tanzmarathon | Tanzmarathon               |
| ------------------ | --------------- | ----------- | -------------------------------------- | ------------------- | ------------ | -------------------------- |
| Niki & Willi       | 22 (6, 6, 6, 4) | Tango       | Somebody that I used to know – Gotye   | 4                   | Lindy Hop    | Booty Swing – Parov Stelar |
| Martin & Maria     | 29 (7, 8, 7, 7) | Cha-Cha-Cha | Something in the water – Brooke Fraser | 10                  | Lindy Hop    | Booty Swing – Parov Stelar |
| Riem & Dimitar     | 27 (7, 7, 7, 6) | Tango       | Back to Black – Amy Winehouse          | 8                   | Lindy Hop    | Booty Swing – Parov Stelar |
| Walter & Lenka     | 24 (7, 7, 5, 5) | Rumba       | Ain´t no sunshine – Bill Withers       | 5                   | Lindy Hop    | Booty Swing – Parov Stelar |
| Otto & Roswitha    | 21 (6, 5, 4, 6) | Tango       | Grace Kelly – MIKA                     | 7                   | Lindy Hop    | Booty Swing – Parov Stelar |
| Ana Milva & Thomas | 34 (9, 7, 9, 9) | Slowfox     | Beyond the Sea – Bobby Darin           | 9                   | Lindy Hop    | Booty Swing – Parov Stelar |
| Monica & Florian   | 28 (8, 8, 6, 6) | Jive        | It´s raining men – The Weather Girls   | 6                   | Lindy Hop    | Booty Swing – Parov Stelar |

### 7. Tanzwoche

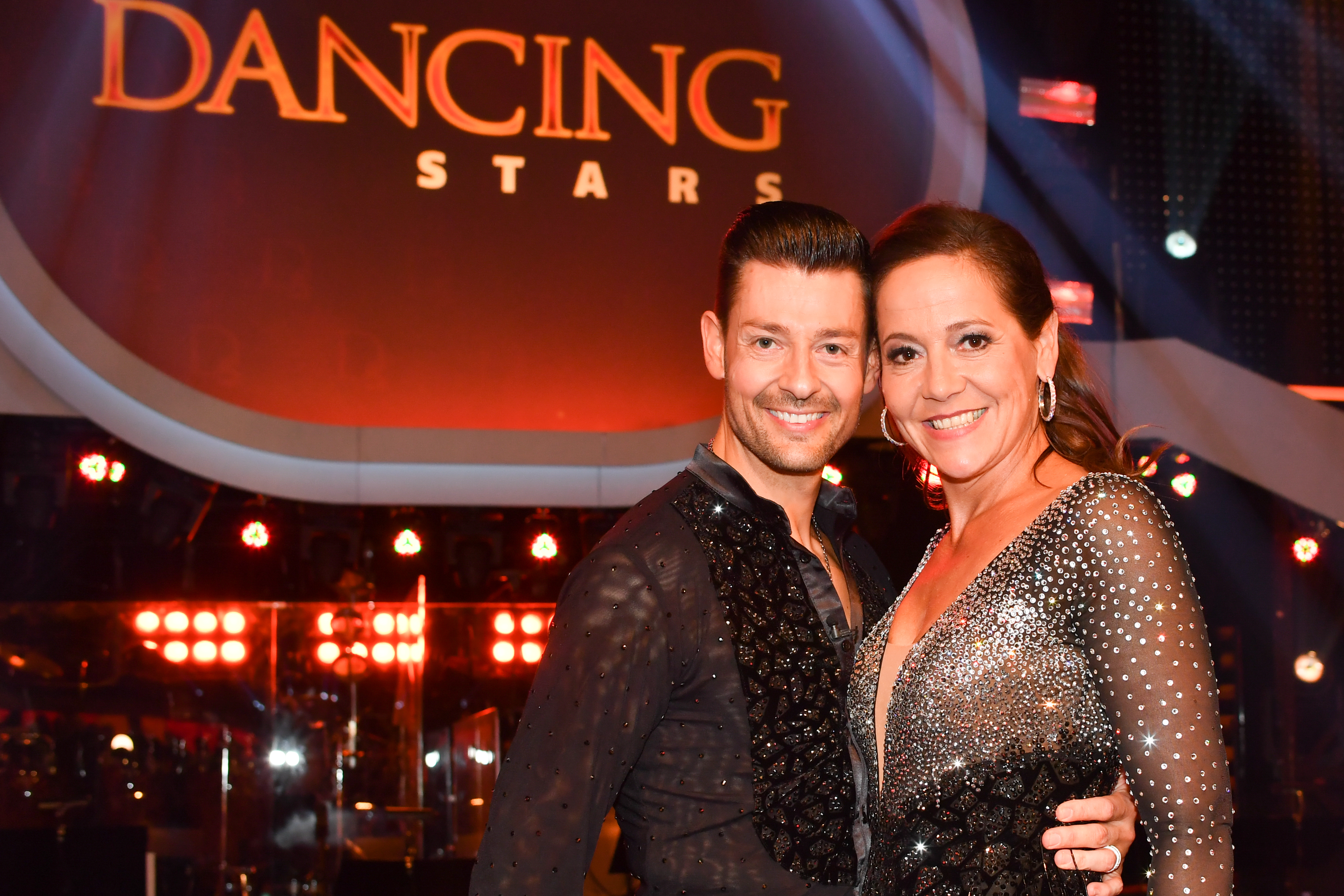
Monica Weinzettl & Florian Gschaider

In der siebten Tanzwoche hatte jedes Paar einen Solotanz, anschließend tanzten alle Paare einen Song Contest-Gruppentanz zu Rise like a Phoenix. Die Profitänzer führten zudem einen zusätzlichen Gruppentanz zu Making Your Mind Up auf. Da Monica Weinzettl bereits am 10. Mai 2017 die Show gesundheitsbedingt verlassen musste, schied in dieser Sendung kein Paar aus.
| Tanzpaar                     | Punkte**               | Tanz                 | Musik                                       |
| ---------------------------- | ---------------------- | -------------------- | ------------------------------------------- |
| Otto & Roswitha              | 15 (3, 4, 5, 3)        | Jive                 | Poupée de cire, poupée de son – France Gall |
| Ana Milva & Thomas           | 39 (10, 10, 10, 9)     | Rumba                | Can´t wait until tonight – Max Mutzke       |
| Riem & Dimitar               | 31 (9, 8, 8, 6)        | Samba                | Everyway that I can – Sertab Erener         |
| Niki & Willi                 | 16 (4, 5, 5, 2)        | Jive                 | Waterloo – ABBA                             |
| Martin & Maria               | 36 (10, 9, 9, 8)       | Slowfox              | What´s another year – Johnny Logan          |
| Gruppentanz (Profitänzer)    | (wurde nicht bewertet) | Song Contest-Special | Making Your Mind Up – Bucks Fizz            |
| Gruppentanz (Herren & Damen) | (wurde nicht bewertet) | Song Contest-Special | Rise like a phoenix – Conchita              |

### 8. Tanzwoche

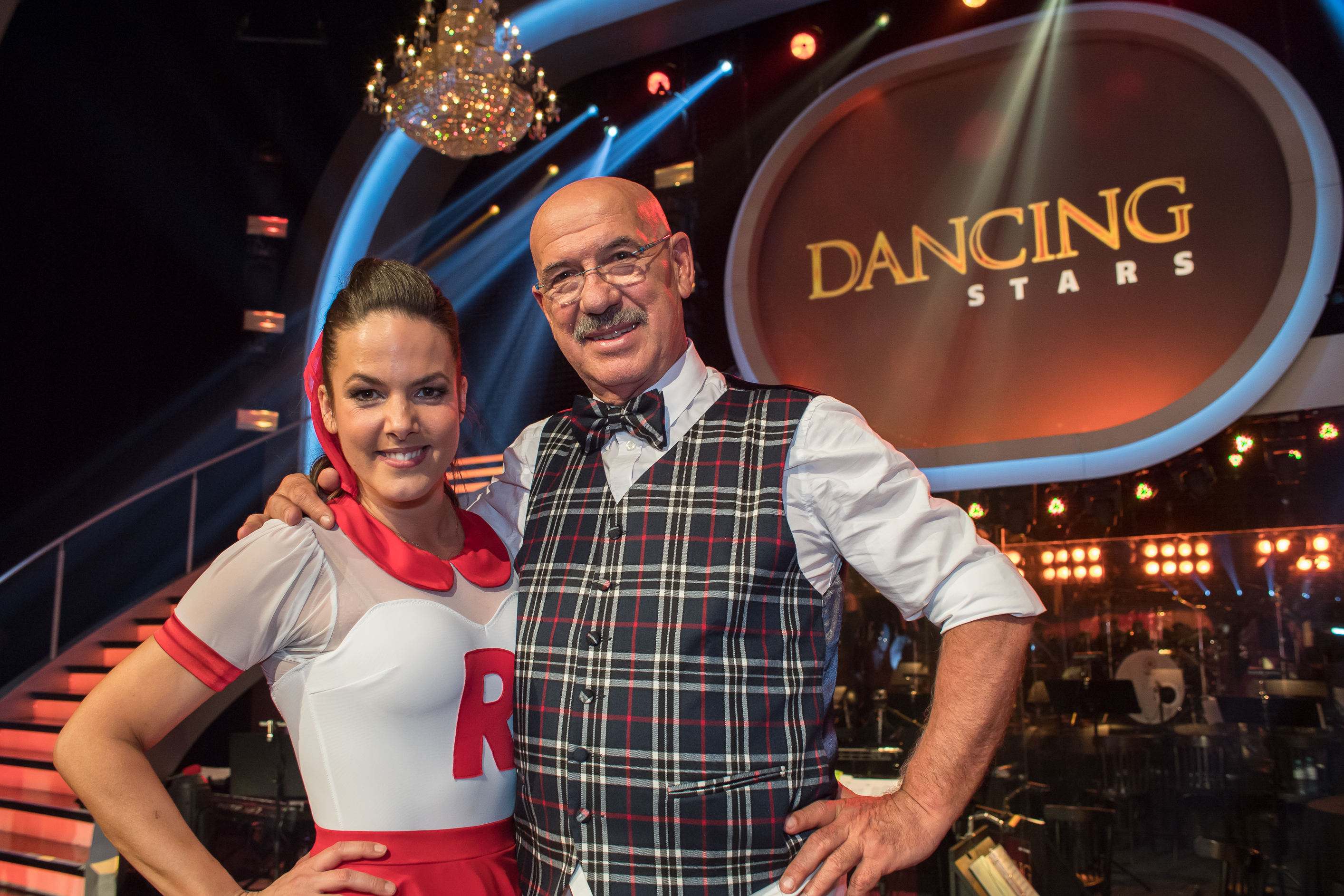
Otto Retzer und Roswitha Wieland

In der achten Tanzwoche hatte jedes Paar zwei Solotänze. Zunächst tanzte jedes Paar einen Tanz (Slowfox, Quickstep oder Samba).  - Danach tanzte jedes Paar einen Paso doble. Der Schauspieler und Regisseur Otto Retzer und die Profitänzerin Roswitha Wieland mussten als sechstes Paar der Staffel die Show verlassen.
| Tanzpaar           | Punkte**            | Tanz       | Musik                                             |
| ------------------ | ------------------- | ---------- | ------------------------------------------------- |
| Riem & Dimitar     | 33 (10, 9, 8, 6)    | Quickstep  | Gekommen um zu bleiben – Wir sind Helden          |
| Niki & Willi       | 22 (7, 6, 6, 3)     | Slowfox    | The Pink Panther Theme – Henry Mancini            |
| Otto & Roswitha    | 28 (8, 8, 7, 5)     | Quickstep  | Get the party started – Pink                      |
| Martin & Maria     | 31 (9, 8, 7, 7)     | Samba      | Crickets sing for Anamaria – Marcos Valle         |
| Ana Milva & Thomas | 40 (10, 10, 10, 10) | Quickstep  | Supercalifragilisticexpialidocious – Mary Poppins |
| Riem & Dimitar     | 34 (9, 9, 9, 7)     | Paso doble | Frozen – Madonna                                  |
| Niki & Willi       | 21 (6, 6, 6, 3)     | Paso doble | All about us – t.A.T.u.                           |
| Otto & Roswitha    | 31 (9, 8, 8, 6)     | Paso doble | España cañí – Pascual Marquina Narro              |
| Martin & Maria     | 36 (10, 9, 9, 8)    | Paso doble | The black pearl – Fluch der Karibik               |
| Ana Milva & Thomas | 40 (10, 10, 10, 10) | Paso doble | The fifth – David Garrett                         |

### 9. Tanzwoche

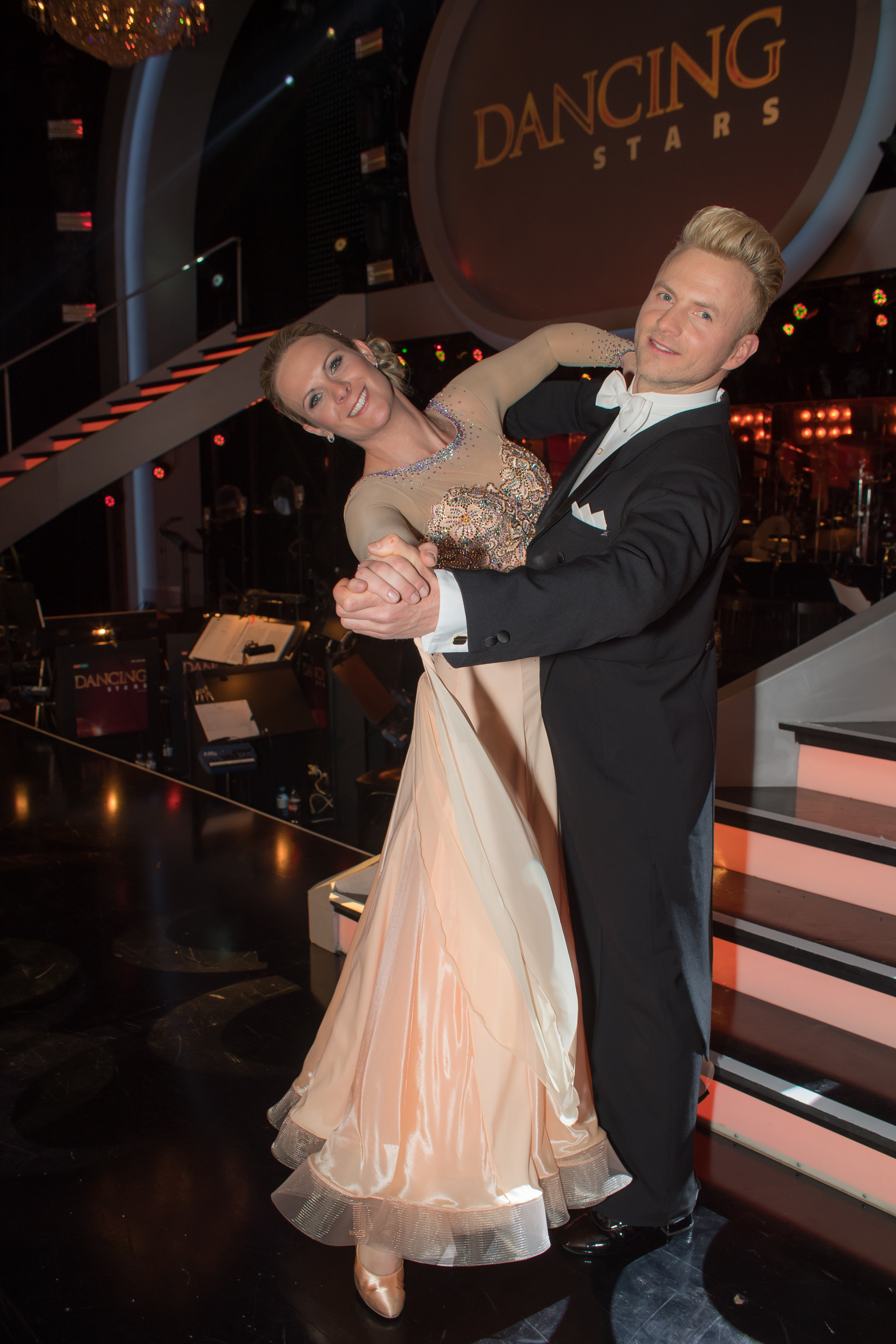
Niki Hosp und Willi Gabalier

In der neunten Tanzwoche hatte jedes Paar zwei Solotänze. Zunächst tanzte jedes Paar einen Tanz (Tango, Jive, oder Samba). Danach tanzte jedes Paar einen Disco Fox, wobei das jeweilige Paar die Tanzmusik erst kurz vor dem Auftritt erfuhr, und in kurzer Zeit eine Choreographie einstudieren musste. Die ehemalige Skirennläuferin Niki Hosp und der Profitänzer Willi Gabalier mussten als siebtes Paar der Staffel die Show verlassen.
| Tanzpaar           | Punkte**           | Tanz      | Musik                                           |
| ------------------ | ------------------ | --------- | ----------------------------------------------- |
| Ana Milva & Thomas | 39 (10, 9, 10, 10) | Jive      | S. O. S. – Rihanna                              |
| Niki & Willi       | 27 (7, 8, 7, 5)    | Samba     | Conga – Gloria Estefan                          |
| Martin & Maria     | 35 (9, 9, 8, 9)    | Tango     | El Choclo – Ángel Villoldo                      |
| Riem & Dimitar     | 37 (9, 10, 10, 8)  | Jive      | Je veux – Zaz                                   |
| Ana Milva & Thomas | 39 (10, 10, 10, 9) | Disco Fox | Gimme Gimme Gimme – ABBA                        |
| Niki & Willi       | 29 (8, 7, 8, 6)    | Disco Fox | Stayin´ Alive – Bee Gees                        |
| Martin & Maria     | 37 (10, 10, 9, 8)  | Disco Fox | Reach out I´ll be there – The Four Tops         |
| Riem & Dimitar     | 38 (9, 10, 9, 10)  | Disco Fox | Don´t stop til you get enough – Michael Jackson |

### Finale

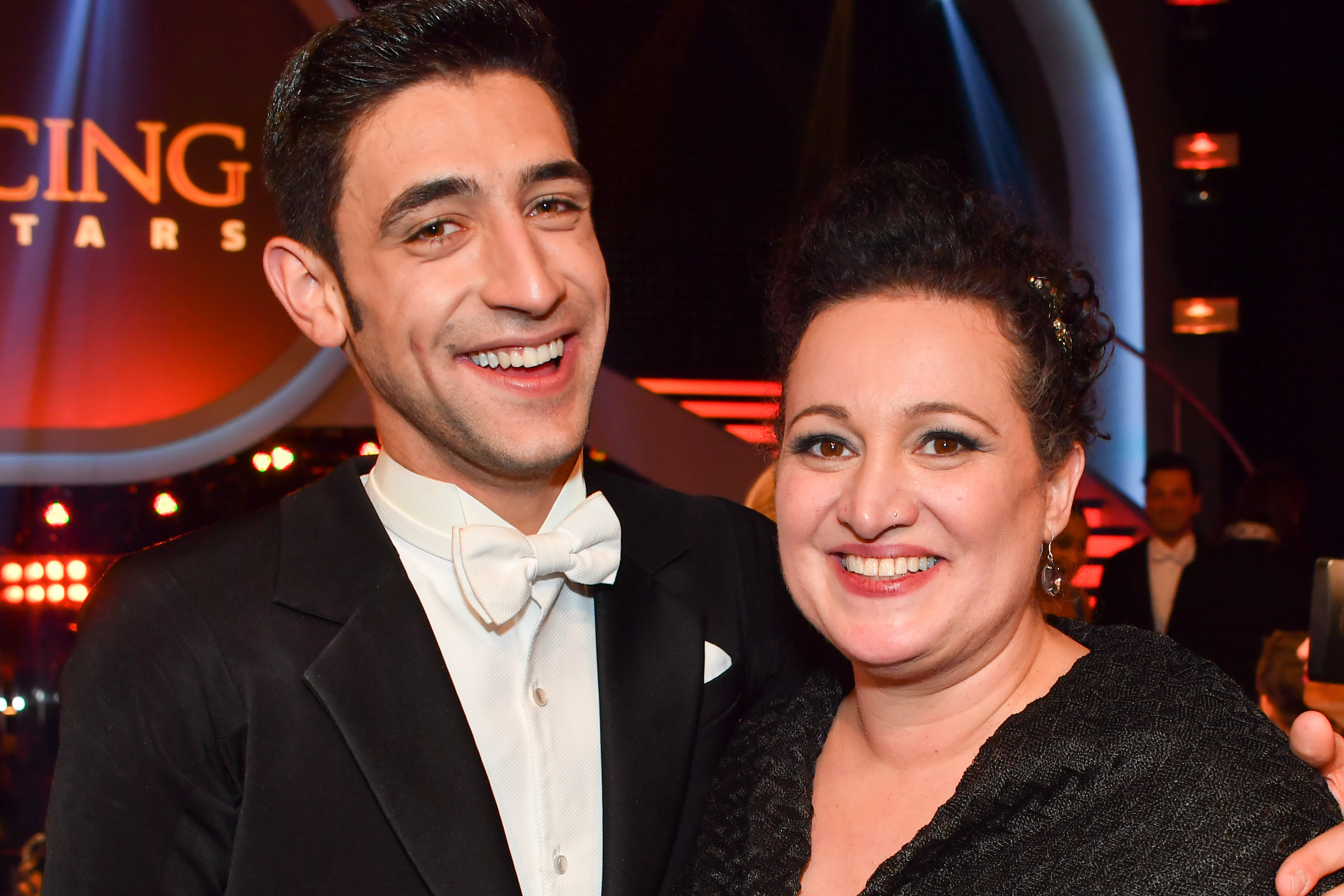
Riem Higazi und Dimitar Stefanin

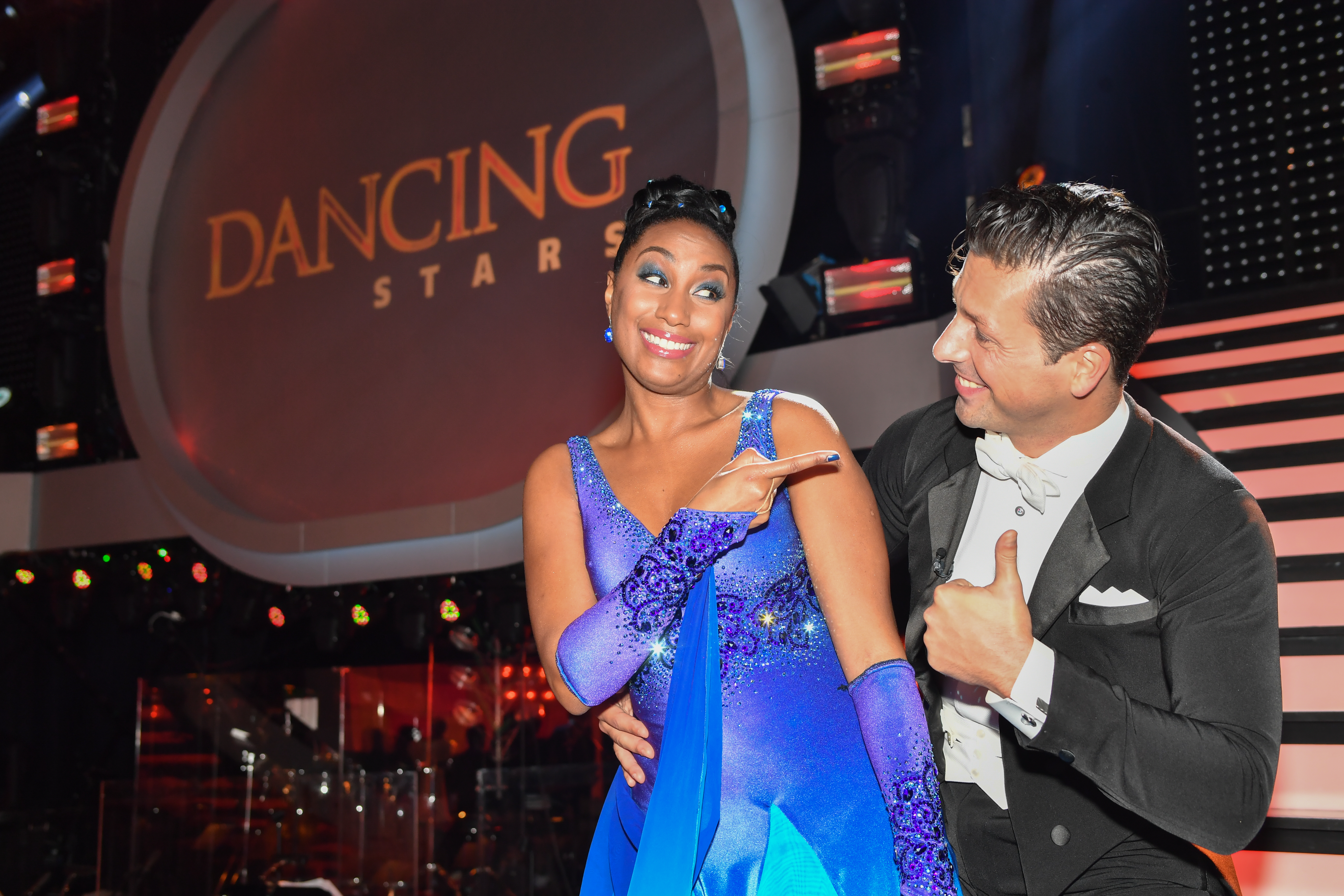
Ana Milva Gomez und Thomas Kraml

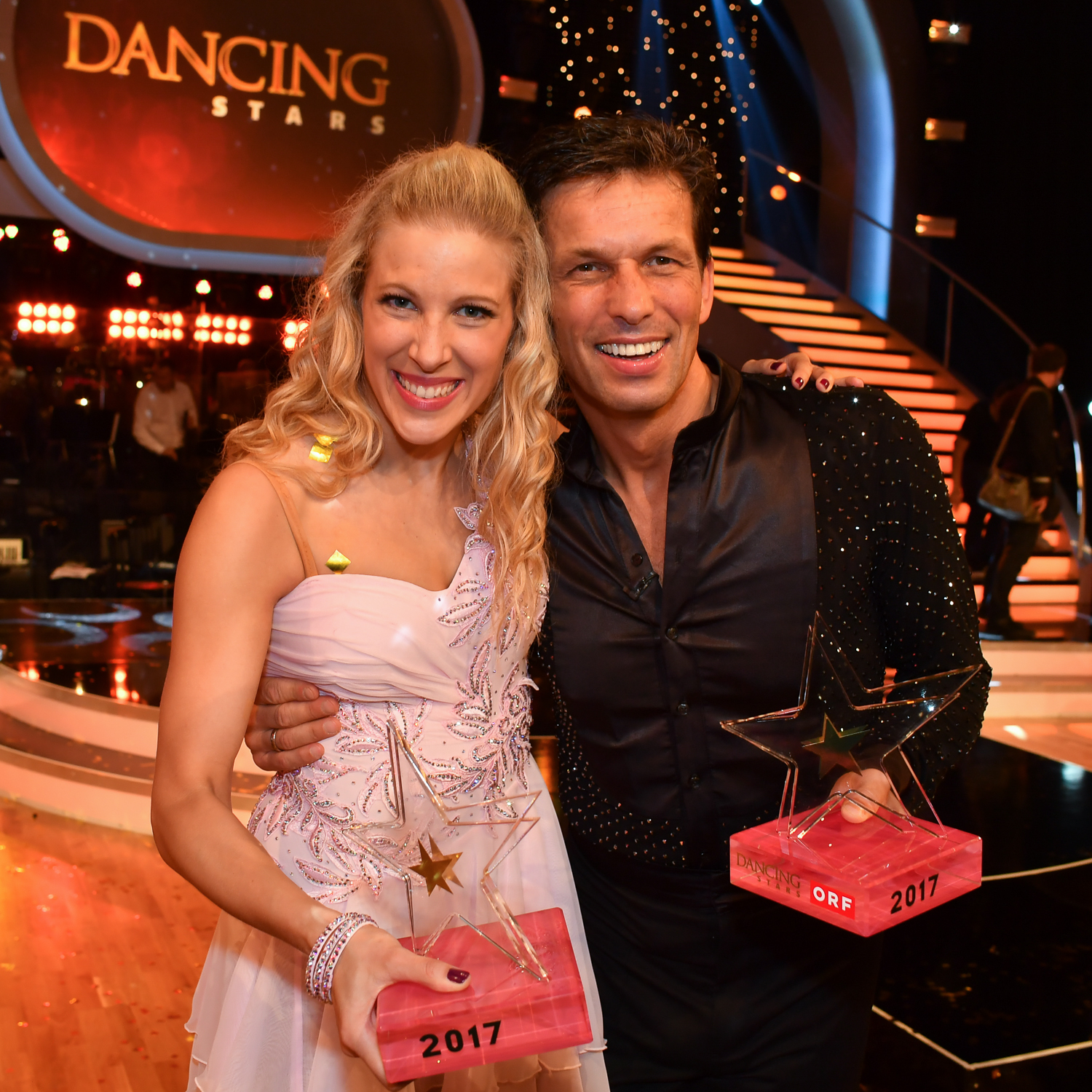
Martin Ferdiny und Maria Santner nach dem Sieg

In der Finalsendung zeigten die verbleibenden drei Tanzpaare eine Salsa und erstmals in der Show einen Contemporary. Anschließend fand ein erstes Voting statt. Nach einem Auftritt von Helene Fischer zeigten Martin Ferdiny mit Maria Santner und Thomas Kraml mit Ana Milva Gomez einen Showtanz zu einem eigens arrangierten Medley. Während des abschließenden Votings zeigten Riem Higazi und Dimitar Stefanin ihren Showtanz außer Konkurrenz. Schließlich siegten Martin Ferdiny und Maria Santner.
| Tanzpaar           | Punkte**            | Tanz         | Musik                          |
| ------------------ | ------------------- | ------------ | ------------------------------ |
| Martin & Maria     | 38 (10, 10, 10, 8)  | Salsa        | Corazon Espinado – Santana     |
| Riem & Dimitar     | 36 (10, 10, 9, 7)   | Salsa        | La Bamba – Ritchie Valens      |
| Ana Milva & Thoma  | 39 (10, 10, 10, 9)  | Salsa        | Bailamos – Enrique Iglesias    |
| Martin & Maria     | 37 (10, 10, 9, 8)   | Contemporary | Human – The Human League       |
| Riem & Dimitar     | 36 (9, 9, 9, 9)     | Contemporary | Beautiful – Christina Aguilera |
| Ana Milva & Thomas | 40 (10, 10, 10, 10) | Contemporary | Imagine – John Lennon          |

| Tanzpaar           | Tanz     | Musik                                |
| ------------------ | -------- | ------------------------------------ |
| Ana Milva & Thomas | Showtanz | La La Land                           |
| Martin & Maria     | Showtanz | Music was my first love – John Miles |